# Probopyrinella latreuticola
Probopyrinella latreuticola is een pissebed uit de familie Bopyridae. De wetenschappelijke naam van de soort is voor het eerst geldig gepubliceerd in 1882 door Gissler.